# Kyonggongop Sports Club
Kyonggongop Sports Club (Chosŏn'gŭl: 경공업성체육단; Hanja: 輕工業省體育團) oder auch Kyonggongop SC ist ein nordkoreanischer Fußballverein aus Pjöngjang. Der Verein wurde im Jahr 2006 Achter in der DPR Korea Football Liga. Mittlerweile spielt der Verein in der zweiten Liga Nordkoreas. Er hat einige ausländische Spieler unter Vertrag, z. B. den Indonesier Amir Husyaedah. Sein City Stadium verfügt über 10.000 Plätze.

## Bekannte Spieler
- Choe Myong-Ho
- Kim Chol-Ung
- Ri Kwang-Hyok